# Sydney Arthur Fisher

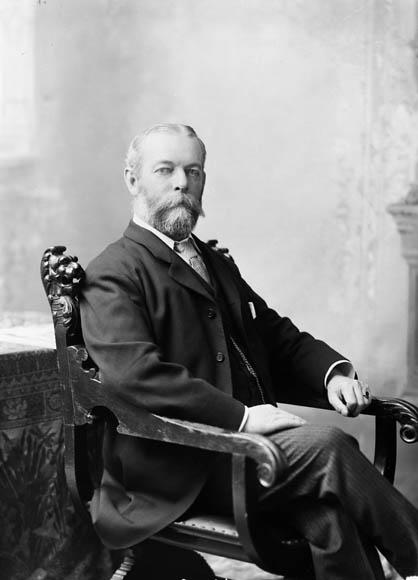
Sydney Arthur Fisher (August 1904)

Hon. Sydney Arthur Fisher, PC (* 12. Juni 1850 in Montreal, Provinz Kanada, heute: Québec; † 10. April 1921 in Ottawa, Ontario) war ein kanadischer Politiker der Liberalen Partei Kanadas, der unter anderem zwischen 1882 und 1891 sowie von 1896 bis 1911 Mitglied des Unterhauses war. Im 8. Kabinett Kanadas war er zwischen 1896 und 1911 Landwirtschaftsminister.

## Leben
Sydney Arthur Fisher absolvierte nach dem Besuch der High School of Montreal ein Studium an der McGill University sowie am Trinity College der University of Cambridge und war danach als Landwirt tätig. Er kandidierte für die Liberale Partei Kanadas nach dem Tode von Edmund Leavens Chandler am 21. August 1880 bei der dadurch notwendigen Nachwahl im Wahlkreis Brome für ein Mandat im Unterhaus, unterlag dabei jedoch mit 1099 Stimmen David Ames Manson von der Liberal-konservativen Partei, auf den 1217 Stimmen entfielen. Bei der darauf folgenden Unterhauswahl am 20. Juni 1882 wurde er im Wahlkreis Brome mit 1399 Stimmen als Nachfolger des nicht mehr kandidierenden David Ames Manson erstmals zum Mitglied des Unterhauses gewählt und vertrat diesen Wahlkreis nach seiner Wiederwahl bei der Unterhauswahl am 22. Februar 1887 mit 1570 Stimmen bis zur Unterhauswahl am 5. März 1891 als er mit 1452 Stimmen gegen seinen Herausforderer Eugène Alphonse Dyer von der Konservativen Partei verlor, der 1456 Stimmen erhielt. Während seiner Parlamentszugehörigkeit war er Mitglied zahlreicher Ständiger Ausschüsse.

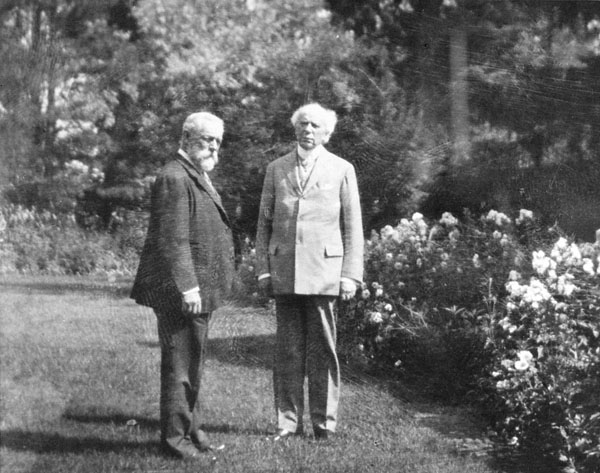
Fisher (links) mit Premierminister Wilfrid Laurier

Bei der Unterhauswahl am 23. Juni 1896 wurde Fisher im Wahlkreis Brome mit 1677 Stimmen wieder zum Mitglied des Unterhauses gewählt, nachdem Eugène Alphonse Dyer nicht erneut kandidierte. Im 8. Kabinett Kanadas von Premierminister Wilfrid Laurier übernahm er am 11. Juli 1896 den Posten als Landwirtschaftsminister und bekleidete dieses Amt bis zum Ende der Amtszeit des achten Kabinetts am 6. Oktober 1911. Da er wegen der Übernahme des Ministeramtes zunächst aus dem Unterhaushaus ausscheiden musste, wurde er am 30. Juli 1896 in einer Nachwahl im Wahlkreis Brome per Akklamation formell wieder zum Mitglied des Unterhauses gewählt. Bei der Unterhauswahl am 7. November 1900 wurde er im Wahlkreis Brome mit 1805 Stimmen wiedergewählt und vertrat diesen Wahlkreis nach seinen Wiederwahlen bei den Unterhauswahlen am 3. November 1904 mit 1821 Stimmen und am 26. Oktober 1908 mit 1674 Wählerstimmen bis zur Unterhauswahl am 21. September 1911, als er mit 1496 Stimmen knapp gegen den Kandidaten der Konservativen Partei, George Harold Baker, verlor, auf den 1520 Stimmen entfielen. Nach dem Tode seines Parteifreundes James Pollock Brown am 30. Mai 1913 kandidierte er bei der dadurch notwendigen Nachwahl im Wahlkreis Châteauguay am 11. Oktober 1913, verlor jedoch mit 1267 Wählerstimmen gegen den Bewerber der Konservativen Partei, James Morris, der 1412 Stimmen bekam.
Sein Neffe war der Militärpilot und Unternehmer Philip S. Fisher (1896–1983), der von 1945 bis 1961 Präsident und ab 1961 Vorsitzender der Nachrichtenagentur Southam Company Ltd. war.